# Marthe Boël
Marthe Boël, född 1877, död 1956, var en belgisk kvinnorättsaktivist. Hon var ordförande för International Council of Women 1936–1947. 